# Lycaena lampehe
Lycaena lampehe är en fjärilsart som beskrevs av Fabricius. Lycaena lampehe ingår i släktet Lycaena och familjen juvelvingar. Inga underarter finns listade i Catalogue of Life.